# 卡塔爾帕 (內布拉斯加州)
卡塔爾帕（英語：Catalpa）是位於美國內布拉斯加州霍爾特縣的非建制地區。

## 歷史
卡塔爾帕的郵局於1884年設立，其後於1933年停運。

## 地理
卡塔爾帕所處的海拔為高於海平面555米（即1821英呎），而該地所採用的時區為UTC-6，即北美中部时区（CST）。同時該地設有夏令時間，為UTC-6調快一小時，即UTC-5（CDT）。